# ФВМ Ј 23
ФВМ Ј 23 (швед. FVM J 23) је ловачки авион направљен у Шведској. Авион је први пут полетео 1923. године. 

Највећа брзина у хоризонталном лету је износила 197 km/h. Био је наоружан са 2 митраљеза калибра 8 мм м/22.

## Наоружање
| Наоружање авиона: ФВМ Ј 23     |   |
| Ватрено (стрељачко) наоружање  |   |
| Топ                            |   |
| Митраљез                       |   |
| Број и ознака митраљеза        | 2 |
| Калибар                        | 8 |
| Бомбардерско наоружање (бомбе) |   |
| Ракетно наоружање (ракете)     |   |